# Bulbophyllum pahudii
Bulbophyllum pahudii là một loài phong lan thuộc chi Bulbophyllum. Loài này thấy ở Java, ở độ cao tối thiểu 850 mét và rất hiếm gặp. Nó được phát hiện lần đầu vào năm 1883.